# Monastero di Simonopetra
Il monastero di Simonopetra o monastero di Simonos Petras (in greco Σίμωνος Πέτρας?) è uno dei venti monasteri ortodossi della Repubblica del Monte Athos in Grecia.
È situato a sud-ovest della penisola atonita e occupa il tredicesimo posto nella gerarchia dei monasteri della Santa Montagna.
È dedicato alla Natività del Signore Gesù Cristo, festa votiva il 25 dicembre (7 gennaio), viene detto la Nuova Betlemme.
Nel 1990 contava ottanta religiosi che vivono in regola cenobitica.

## Storia
Il monastero è stato fondato nel 1357 da un anacoreta di nome Simone. Il nome significa la pietra di Simone. L'eremita, durante la notte di Natale, ebbe la visione di una stella che si posava sopra la roccia dove oggi sorge il complesso monastico. Egli interpretò questa visione come la volontà divina di edificare un monastero. Con il sostegno del signore di Macedonia, Giovanni Ugles, e dal fratello il re di Serbia, Vukašin Mrnjavčević, riuscì a portare a termine l'ardita impresa. Il complesso monastico subì molti e devastanti incendi nel 1580, 1626 e 1891 ogni volta ricostruito nello stesso stile, tipico dei monasteri atoniti, con alte pareti sormontate da logge e ballatoi. L'ultimo intervento nel XIX secolo fu sostenuto dallo zar Nicola II.

## Patrimonio artistico
Tutta la biblioteca è andata distrutta durante l'incendio del 1891. 

## Coro
I monaci in questi ultimi anni hanno acquisito una certa notorietà con la pubblicazione di una decina di dischi di canti corali monastici bizantini.